# Picacho Mountains

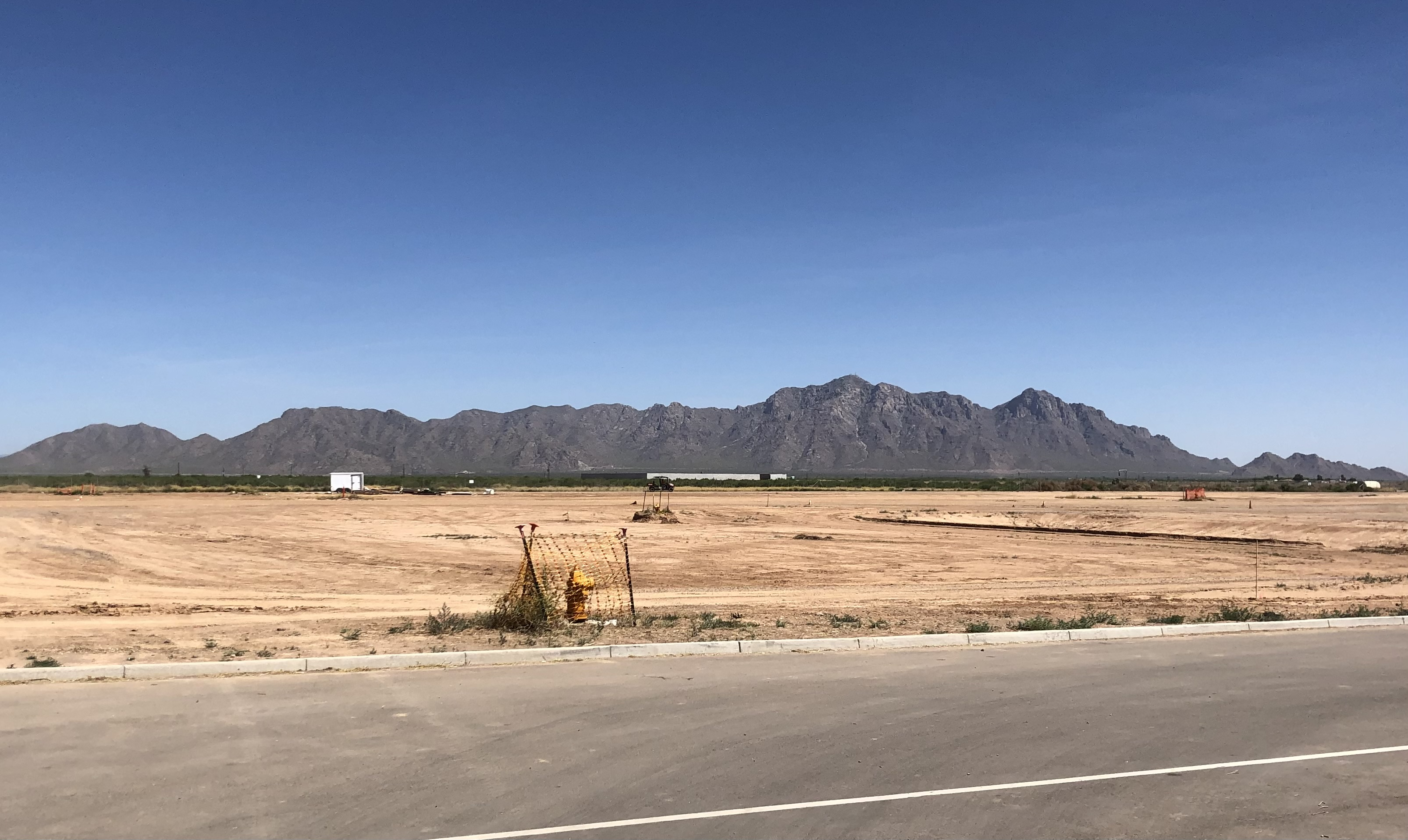
Blick von Nordwesten auf die Picacho Mountains, 2023

Die Picacho Mountains sind ein Höhenzug in Arizona in den Vereinigten Staaten.

## Lage
Der Höhenzug liegt im Pinal County im Süden Arizonas in der Sonora-Wüste und erstreckt sich über etwa 30 Kilometer in annähernder Nord-Süd-Richtung. Er besteht aus einem größeren, etwa 25 Kilometer langen nördlichen und einem kürzeren südlichen Teil.
Höchster Erhebung ist der Newman Peak im nördlichen Teil, mit einer Höhe von 1368 Metern, wobei sich der Höhenzug etwa 450 Meter gegenüber der Umgegend erhebt. Der südliche Teil wird vom Picacho Peak (1011 Meter) dominiert, in dessen Umfeld sich der Picacho Peak State Park befindet.
Westlich des Höhenzugs liegt der Ort Picacho, nordöstlich schließen sich die Granite Hills an. Die Interstate 10 und eine Eisenbahnstrecke der Union Pacific Railroad verlaufen vom nordwestlich gelegenen Phoenix nach Südosten in Richtung Tucson zwischen dem nördlichen und dem südlichen Teil des Höhenzugs hindurch. Südlich und westlich der Picacho Mountains verläuft der Central Arizona Project Canal.

## Geschichte

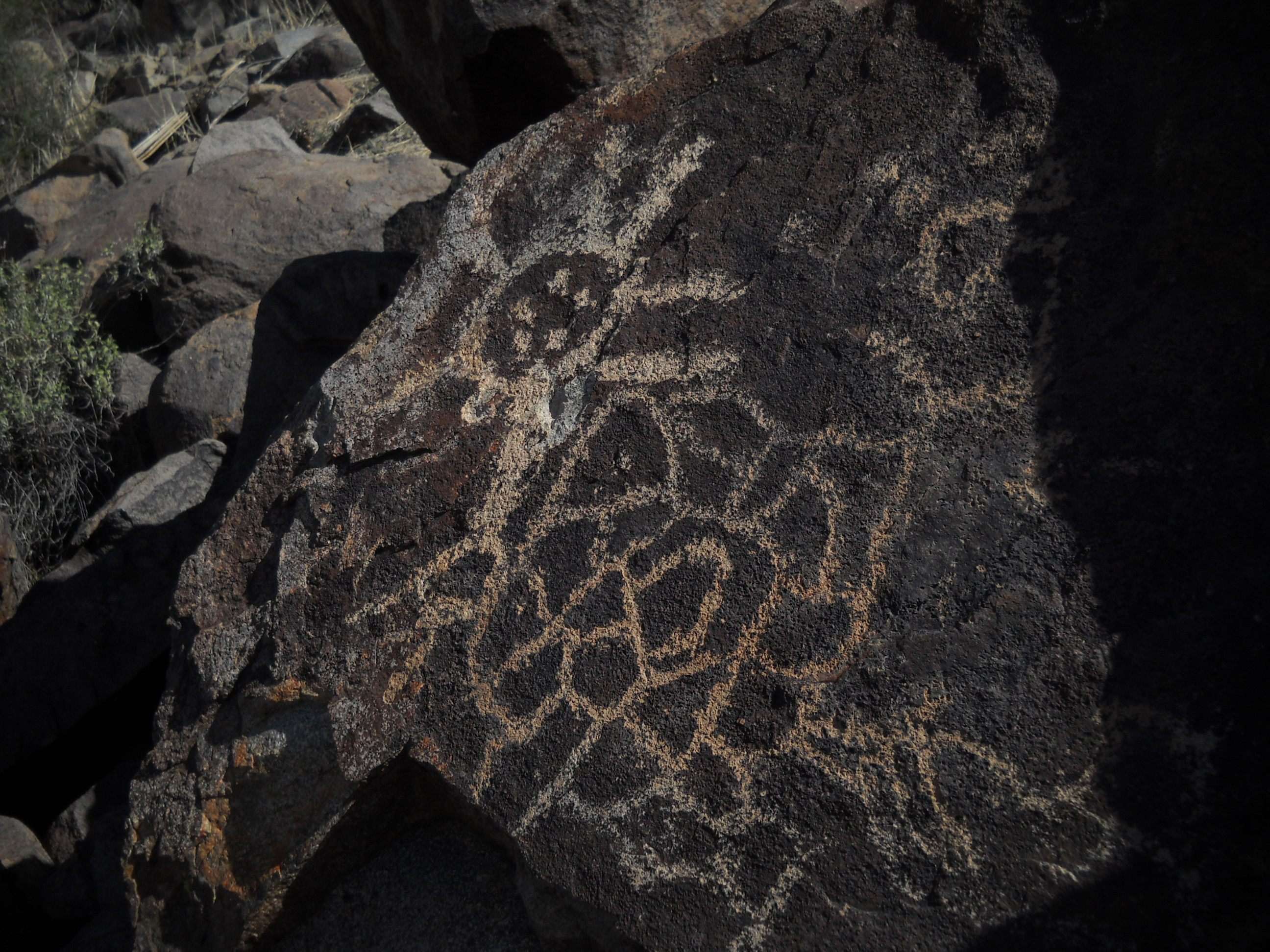
Petroglyphen, 2011

Die Picacho Mountains sind vulkanischen Ursprungs. Der Name geht auf das Spanische zurück. In der Umgebung befinden sich mehrere historische Minen. Im nördlichen Teil der Picacho Mountains befinden sich Petroglyphen.
1862 war der Bereich Schauplatz des Gefechts am Picacho Pass im Sezessionskrieg.